# Chrysopa jacobsoni
Chrysopa jacobsoni is een insect uit de familie van de gaasvliegen (Chrysopidae), die tot de orde netvleugeligen (Neuroptera) behoort. 
Chrysopa jacobsoni is voor het eerst wetenschappelijk beschreven door Van der Weele in 1909.